# Ommatotriton
Ommatotriton é um género de salamandra da família Salamandridae.

## Espécies
- Ommatotriton nesterovi (Litvinchuk, Zuiderwijk, Borkin, and Rosanov, 2005)
- Ommatotriton ophryticus (Berthold, 1846)
- Ommatotriton vittatus (Gray, 1835)